# Bardesanes
Bardesanes (Bar-Daisan) fou un escriptor, filòsof i astròleg sirià nascut a Edessa al segle ii, o a tot tardar als primers anys del segle iii (la Crònica d'Edessa escrita cap al segle vi, fixa el seu naixement el 154 i Epifani diu que fou amic d'Abgar bar Manu, que podria ser "Agbar" Manu VIII bar Manu (139-163 i 165-167) o bé Abgar VIII el gran (rei vers 167-214). Els seus pares eren pagans, però ell va convertir-se aviat al cristianisme. Segons algunes cròniques, va estudiar a Hieràpolis o potser a Apamea i segurament va anar a Babilònia on va seguir les ensenyances dels astròlegs caldeus. Als primers segles de l'imperi romà, aquesta ciutat tenia encara molt de prestigi. Es creu que el pare de Bardesanes també era astròleg, ja que aquesta disciplina, com la dels mags, passava de pares a fills.
Educat com a cristià es va adherir a l'heretgia valentiniana de contingut gnòstic, però després la va abandonar i va fundar una secta pròpia (els disanites).
Va escriure nombrosos poemes, recopilats pel seu fill Armoni però posteriorment perduts, que la gent cantava a les esglésies i pels carrers, però que algunes autoritats eclesiàstiques censuraven per no ser prou ortodoxes. També va escriure alguns llibres contra diverses sectes especialment contra la secta dels marcionites. Els seus treballs escrits en siríac, van ser traslladats al grec. Va escriure també sobre la persecució dels cristians, en època de Caracal·la o d'Heliogàbal. Se li atribueix un tractat astrològic, Sobre la conjunció dels planetes, on deia que el món tindria una durada de 6.000 anys. Les seves idees astrològiques i filosòfiques van ser recollides per Filip, un deixeble seu, que va escriure El llibre de les lleis dels països, i que s'ha conservat en un manuscrit del segle vii. En aquest llibre es recull la seva visió sobre els horòscops i la necessitat de sotmetre's al destí que indiquen els astres.
Va tenir diversos deixebles entre els que sembla que es trobava el cèlebre Mani. La seva fama va durar alguns segles, i sobre ell es narraven nombroses llegendes.